# Molenna Zaśnięcia Matki Bożej w Rymkach
Molenna Zaśnięcia Matki Bożej w Rymkach – świątynia staroobrzędowców bezpopowców w Rymkach, Rejon janowski. 
Rymki od XVIII w. były ośrodkiem zamieszkanym licznie przez Rosjan wyznania staroobrzędowego, przybyłych z ziemi pskowskiej i nowogrodzkiej. W tym samym stuleciu powstała pierwsza świątynia staroobrzędowa w tej miejscowości. W 1816 liczbę staroobrzędowców w Rymkach szacowano na 297 osób, w 1824 – na 328. W ciągu XIX wieku liczba ta stale rosła i na początku XX wieku w Rymkach żyło co najmniej 1000 staroobrzędowców, zaś w 1937 – 2140, co czyniło Rymki jednym z najważniejszych ośrodków staroobrzędowców-bezpopowców na Litwie.
Wzniesiona w XIX wieku zachowana do naszych czasów molenna Zaśnięcia Matki Bożej była czynna nieprzerwanie przez cały okres dwudziestolecia międzywojennego oraz obydwu wojen światowych. W 1948 władze radzieckie zarejestrowały ją jako czynną świątynię staroobrzędową. Dopiero od lat 50. zaczął się proces stopniowego spadku znaczenia molenny wśród litewskich staroobrzędowców, wywołany odpływem wiernych z miejscowości do miast, głównie bliskiego Janowa. W latach 80. XX wieku molenna została kilkakrotnie okradziona, tracąc większość zabytkowych ikon, a następnie ją zamknięto. Dopiero na początku lat 90. niewielka grupa staroobrzędowców doprowadziła do remontu obiektu, jaki miał miejsce w latach 1994–1997 z zebranych przez wyznawców funduszy oraz przy wsparciu samorządu. Według spisu ludności z 2001 w rejonie janowskim żyło 1548 osób wyznania staroobrzędowego, z czego ok. 300 w samych Rymkach. Mimo tego nabożeństwa w molennie mają miejsce bardzo rzadko.
W Rymkach istnieje również założony w XVIII w. cmentarz staroobrzędowy, obecnie poważnie zaniedbany. 